# Zeche Vereinigte Deimelsberger Erbstolln
Die Zeche Vereinigte Deimelsberger Erbstolln war ein Steinkohlenbergwerk in Steele. Die Zeche war auch unter dem Namen Zeche Deimelsberger Stolln und ab etwa 1855 auch als Zeche Deimelsberg Tiefbau oder Zeche Vereinigte Deimelsberg oder Zeche Deimelsberg & Erbstollen bekannt. Die Zeche Vereinigte Deimelsberger Erbstolln gehörte zu den Gründungsmitgliedern des Vereins für Bergbauliche Interessen.

## Geschichte

### Die Anfänge als Deimelsberger Stolln
Der Deimelsberger Stolln war auch bekannt als Deimelsberger Erbstolln. Der Stollen wurde bereits im 17. Jahrhundert namentlich erwähnt, war aber erst seit dem Jahr 1749 in Betrieb. Das Stollenmundloch befand sich am Grendbach (51° 26′ 27,5″ N, 7° 3′ 51,8″ O). Die Auffahrung des Stollens erfolgte in westlicher Richtung in den Deimelsberg. Im Jahr 1765 wurde der Abbau nahe Spillenburg betrieben. Im Jahr 1794 wurde vom Bergamt ein neuer Schürf- und Mutungsschein unter dem Namen Deimerberg ausgestellt. Noch im selben Jahr wurden Schürf- und Mutungsarbeiten durchgeführt, außerdem wurde eine Kohlenniederlage an der Ruhr errichtet. Das Bergwerk war in diesem Jahr in Betrieb, der Transport der Kohlen erfolgte zur Kohlenniederlage an der Ruhr. Die einzigen bekannten Förderzahlen stammen aus dem Jahr 1802, in dem 180 Ringel Steinkohle am Tag gefördert wurden. Im Jahr 1804 wurde weiter Abbau betrieben. Im Jahr 1808 wurden die Schächte Josina und Arnold geteuft. Zum Heben der Grubenwässer wurden Handpumpen von der Zeche Vereinigte Sälzer & Neuack ausgeliehen. Im Jahr 1811 wurde weiterhin Abbau betrieben. Im Jahr 1815 wurde zunächst nur die Ausrichtung des Grubenfeldes betrieben, anschließend wurde in Fristen gearbeitet. Zwischen den Monaten Januar bis Juni 1818 war das Bergwerk wieder in Betrieb. Ab September 1820 wurde wegen matter Wetter zunächst in Fristen erhalten, im Laufe des Jahres wurde der Deimelsberger Stolln stillgelegt. Ab Januar des Jahres 1827 wurde der Stollen wieder aufgewältigt und im Anschluss daran erfolgte der Vortrieb in nördlicher Richtung. Im Jahr 1829 erfolgte die Konsolidation zur Vereinigte Deimelsberger Erbstolln.

#### Bergbaugeschichte Die Hoffnung
Über die Zeche Die Hoffnung wird nur sehr wenig berichtet. Im Jahr 1796 erfolgte die Mutung und Belehnung von mehreren Flözen. Etwa um das Jahr 1802 wurde nahe der Stadt Steele ein Stollen in Richtung Eickenscheidter Mühle angelegt. Im Jahr 1804 war Schacht Conrad in Betrieb. Im Jahr 1805 war das Bergwerk zunächst noch in Betrieb, zum Jahresende lag das Bergwerk in Fristen. 1831 kam es zur Vereinigung mit dem Vereinigten Deimelsberger Erbstolln.

### Die Jahre als Vereinigte Deimelsberger Erbstolln
Am 3. und 16. April 1829 wurde zunächst das Erbstollenrecht für den Deimelsberger Stolln verliehen. Im Anschluss daran konsolidierte der Deimelsberger Stolln mit den gemuteten Grubenfeldern Flöz Bunte Bank, Flöz Finefrau und Flöz unter Girondelle zur Vereinigte Deimelsberger Erbstolln. Nach der Konsolidation wurde ein Stollenquerschlag nach Norden aufgefahren. Am 1. Mai des Jahres 1830 erreichte der Stollen eine Länge von 197 Lachtern. 1831 wurde ein weiteres Längenfeld verliehen. Im selben Jahr wurde die Berechtsame der Zeche Die Hoffnung übernommen. Der Stollenbetrieb der Zeche Die Hoffnung war schon mehrere Jahre außer Betrieb und wurde mit der Vereinigte Deimelsberger Erbstolln zusammengelegt. Im Jahr 1832 wurde der Schacht Kloz geteuft. Im Jahr 1835 wurde das Längenfeld Bunte Bank verliehen. Ab Juni 1837 erfolgte der Erbstollenvortrieb. Am 24. Februar 1840 wurden die drei Längenfelder Flöz Finefrau, Flöz Kunigunde und Flöz unter Girondelle verliehen. 1841 wurde zunächst noch geringer Abbau betrieben, danach lag das Bergwerk vermutlich in Fristen. Ab April 1843 wurde zunächst wieder Abbau betrieben, ab dem 31. Juli desselben Jahres lag das Bergwerk erneut in Fristen. Am 15. Dezember 1852 wurde das Längenfeld Sophia verliehen. Im Jahr 1853 wurde mit dem Teufen des Schachtes 1 begonnen. Der Schacht wurde im Bereich der Westfalenstraße in der Nähe der Straße Am Deimelsberg angesetzt (51° 26′ 35,6″ N, 7° 4′ 5,8″ O) und diente als Übergang zum Tiefbau. Im Jahr 1854 erreichte der Schacht 1 bei einer Teufe von 37 Metern das Karbon. 1855 wurde das Niveau der Stollensohle bei einer Teufe von 43 Metern (+19 Meter NN) erreicht. Bei einer Teufe von 38¾ Lachtern wurde das Flöz Vierfussbank durchörtert. Im selben Jahr wurde eine Wasserhaltungsdampfmaschine in Betrieb genommen. Die Maschine hatte eine Leistung von 120 PS und wurde parallel zu einer bereits vorhandenen Maschine mit 40 PS betrieben. Das Bergwerk gehörte zu dieser Zeit zum Bergamtsbezirk Essen. 1856 wurde die 1. Sohle bei einer Teufe von 113 Metern ab Hängebank (−51 Meter NN) angesetzt und es wurde mit der Förderung begonnen. Die Hauptsohle war bei einer Teufe von 88 Lachtern geplant. Im Jahr 1857 wurde die 2. Sohle bei einer Teufe von 178 Metern (−116 Meter NN) angesetzt. Auf der Wettersohle, die in einer Teufe von 54 Lachtern aufgefahren worden war, wurden in diesem Jahr die Gegenflügel der auf der Zeche Gewalt gebauten Flöze erschlossen. Allerdings konnte der Betrieb des Bergwerks nicht weiter ausgedehnt werden. Grund hierfür war die stillstehende Ruhrschifffahrt. Im Jahr 1858 wurde der Schacht 1 erneut tiefer geteuft. Der Schacht wurde bis auf eine Teufe von 93¼ Lachtern geteuft und befand sich somit 8½ Lachter unterhalb der ersten Tiefbausohle. Auf der ersten Tiefbausohle wurden in diesem Jahr Querschläge in Richtung Süden und Norden aufgefahren. Mit diesen Querschlägen sollten die anstehenden Kohlenflöze gelöst werden. Bei der Auffahrung kam es zu Wasserzuflüssen von 45 Kubikfuß pro Minute. Da die Grubenbaue im Gegenflügel der wasserreichen Flöze der Zeche Gewalt und unterhalb der Ruhr aufgefahrenen wurden, ging man davon aus, dass die Wasserzuflüsse noch stärker werden würden.
Im Jahr darauf waren die Bergwerksbetreiber aufgrund der hohen Wasserzuflüsse gezwungen, eine neue Wasserhaltungsmaschine am Schacht 1 zu installieren. Der Schacht hatte mittlerweile eine Teufe von 104½ Lachtern. Auf der ersten Tiefbausohle wurden mit dem südlichen Querschlag die Flöze Zweifussbank und Dreifussbank angefahren. Der nördliche Querschlag befand sich im Liegendbereich des Flözes Sonnenschein und war zu diesem Zeitpunkt gestundet. Im östlichen Feldesteil lag das Ausgehende der Flöze im Inundationsgebiet der Ruhr. Dadurch kam es in den jeweiligen Strecken zu stärkeren Wasserzuflüssen. Im Jahr 1860 kam es zu starken Wasserzuflüssen von der Ruhr, sodass die Strecken im Ostfeld abgedämmt werden mussten. Dadurch bedingt war es nicht mehr möglich, die Strecken bis an die Baugrenze aufzufahren. Um diesen Nachteil auszugleichen, ließen die Gewerken den Schacht tiefer teufen. Über Tage plante man eine Gleisverbindung mit der am anderen Ruhrufer verlaufenden Prinz-Wilhelm-Eisenbahn. Nachdem im Jahr 1860 der Schacht weiter geteuft worden war, wurde im Jahr 1861 bei einer Teufe von 246 Metern (−184 Meter NN) die 3. Sohle angesetzt. In diesem Jahr wurde auf der ersten Tiefbausohle mit dem nördlichen Querschlag das Flöz Plasshoffsbank durchfahren. Das Flöz hatte reine Mächtigkeit von 15 Zoll. Allerdings zeigte sich bei der weiteren Auffahrung, dass das Flöz immer schmaler und somit unbauwürdig wurde. Auf der zweiten Tiefbausohle wurden mit dem südlichen Querschlag die im Hangenden befindlichen Flöze Eicker und Schnabel gelöst. Die Streckenauffahrung auf der Wettersohle in den Flözen Fussbank, Fussbank 4, Eicker und Schnabel verlief planmäßig. Die Wasserzuflüsse lagen in diesem Jahr zwischen 76 und 78 Kubikfuß pro Minute. Das Bergwerk gehörte zu dieser Zeit zum Bergrevier Steele. Im Jahr 1862 wurde im Nordfeld ein tonnlägiger Wetterschacht geteuft. Auf der 85-Lachtersohle wurde mit dem nördlichen Querschlag bei einer Auffahrungslänge von 156½ Lachter das Flöz Stein & Königsbank durchfahren. Da das Flöz Zweifussbank mittlerweile abgedämmt war, verringerten sich auch die Wasserzuflüsse auf der 1. Sohle um 20 Kubikfuß. Die Wasserzuflüsse betrugen nun noch 70 Kubikfuß pro Minute. Am 13. September desselben Jahres kamen bei einer verbotenen Seilfahrt sieben Bergleute ums Leben. Im darauffolgenden Jahr erreichte der nördliche Querschlag auf der ersten Tiefbausohle eine Auffahrungslänge von 212¼ Lachtern. Mit dem Querschlag wurde im Verlauf der Auffahrung das Flöz Finefrau überfahren. Auf der zweiten Bausohle wurde der Querschlag nach Süden bis auf eine Länge von 41 Lachtern weiter aufgefahren. Der Abbau erfolgte oberhalb der Wettersohle und der ersten Bausohle in den Flözen Vierfussbank und Schnabel. Im Jahr 1865 begannen die ersten Arbeiten für das Abteufen des Schachtes 2. Im Jahr darauf wurde mit dem Teufen von Schacht 2 begonnen. Es war geplant, den Schacht mittels eines 72 Zoll hohen und 86 Zoll weiten Förderstollens mit der Ruhrniederlage zu verbinden. Dieser Schacht wurde Schacht Deimelsberg 1 genannt und befand sich in der Nähe von Schacht 1. Im Jahr 1868 wurde unter Tage bei einer Teufe von 41 Metern (+21 Meter NN) am Schacht 2 durch einen Förderstollen eine Verbindung zwischen den Schächten 1 und 2 erstellt. Im Jahr 1869 wurde mit der Förderung am Schacht Deimelsberg 1 begonnen, im Schacht 1 wurde die Förderung im selben Jahr eingestellt. Allerdings kam es in diesem Jahr zeitweise zu Betriebseinschränkungen, der Grund hierfür war der stockende Absatz. Noch im laufenden Jahr konnte das Problem durch die Eröffnung einer Anschlussbahn an die Märkische Eisenbahn behoben werden.

### Die Zeit als Vereinigte Deimelsberg
Im Jahr 1870 kam es zur Konsolidierung zur Zeche Vereinigte Deimelsberg. Diese Konsolidation wurde zwischen der Zeche Vereinigte Deimelsberger Erbstolln, dem Längenfeld Kunigunde und den Berechtsamen Finefrau, Deimelsberg Bänksgen, Sophia und Kunigunde durchgeführt. Die Gesamtberechtsame umfasste fünf Längenfelder mit einer Gesamtfläche von 236.964 Quadratlachtern. Später kam noch das Geviertfeld Feldmarschall Friedrich Wilhelm hinzu. Es waren mit dem seigeren Förderschacht Deimelsberg 1, einem tonnlägigen Wetterschacht und dem außer Betrieb befindlichen Schacht 1 drei Schächte vorhanden. Die 1. Sohle lag bei −51 Meter NN, die 2. Sohle lag bei −116 Meter NN und die 3. Sohle lag bei −184 Meter NN. Der Kohlenabsatz erfolgte über die Ruhr und mit einer Anschlussbahn zum Bahnhof Steele. Im Jahr 1872 ereignete sich über Tage ein Brand. Im Jahr 1874 wurde der tonnlägige Wetterschacht tiefer geteuft. Im Jahr 1875 umfasste die Berechtsame eine Fläche von 2,4 Quadratkilometern. Im Jahr 1876 wurde am Laurentiusweg mit dem Teufen des Schachtes Deimelsberg 2 begonnen. Im Jahr 1877 wurde im Schacht Deimelsberg 2 bei einer Teufe von 61 Metern ab Hängebank (+41 Meter NN) die Wettersohle angesetzt. Bei einer Teufe von 140 Metern (−38 Meter NN) wurde die 1. Sohle, bei einer Teufe von 216 Metern (−114 Meter NN) wurde die 2. Sohle und bei einer Teufe von 279 Metern (−177 Meter NN) wurde die 3. Sohle angesetzt. Im Jahr 1878 wurde der Schacht Deimelsberg 2 tiefer geteuft. Der alte Schacht 1 wurde im selben Jahr wegen zu hoher Wasserzuflüsse abgeworfen. Im Jahr 1879 wurde der Schacht 1 verfüllt. 1885 wurde die Konsolidation zur Zeche Johann Deimelsberg eingeleitet. Im Jahr 1887 wurde die Konsolidation zur Zeche Johann Deimelsberg durchgeführt.

## Förderung und Belegschaft
Die ersten bekannten Förderzahlen des Bergwerks stammen aus dem Jahr 1832, es wurden 10.624 Scheffel Steinkohle gefördert. Im Jahr 1834 stieg die Förderung an auf 39.156½ Scheffel. Im Jahr 1836 wurden 3272¼ preußische Tonnen Steinkohle gefördert. Im Jahr 1840 sank die Förderung ab auf 1034 preußische Tonnen Steinkohle und im Jahr 1841 wurden nur noch 469⅛ preußische Tonnen gefördert. Die ersten bekannten Belegschaftszahlen des Bergwerks stammen von 1858, damals waren 194 Bergleute auf dem Bergwerk beschäftigt, die eine Förderung von 152.003 preußischen Tonnen erbrachten. Im Jahr 1860 waren 199 Bergleute auf dem Bergwerk beschäftigt, die Förderung betrug in diesem Jahr 199.918 preußische Tonnen Steinkohle. Im Jahr 1861 wurden mit 165 Beschäftigten eine Förderung von 225.133 preußischen Tonnen Steinkohle erbracht. Im Jahr 1863 wurde eine Förderung von 218.435 preußischen Tonnen erzielt. Die Belegschaftsstärke betrug in diesem Jahr 123 Mitarbeiter. Im Jahr 1865 wurden mit 223 Bergleuten 309.846 preußische Tonnen Steinkohle gefördert. Die letzten Förder- und Belegschaftszahlen als Vereinigte Deimelsberger Erbstolln stammen aus dem Jahr 1869, als mit 341 Bergleuten 77.638 Tonnen gefördert wurden. Die ersten bekannten Förder- und Belegschaftszahlen nach der Umbenennung in Vereinigte Deimelsberg stammen aus dem Jahr 1870, damals wurden mit 312 Bergleuten 112.141 Tonnen Steinkohle gefördert. 1872 stieg die Förderung auf 157.670 Tonnen Steinkohle, die Belegschaft war auf 521 Bergleute angestiegen. Im Jahr 1875 wurden mit 419 Bergleuten 99.309 Tonnen Steinkohle gefördert. 1880 waren auf dem Bergwerk 332 Bergleute beschäftigt und es wurden 104.896 Tonnen Steinkohle gefördert. Die letzten Förder- und Belegschaftszahlen des Bergwerks stammen aus dem Jahr 1885, in dem mit 299 Bergleuten 86.326 Tonnen Steinkohle gefördert wurden.